# Pieriewoz (przystanek kolejowy)
Pieriewoz (ros. Перевоз) – przystanek kolejowy w pobliżu miejscowości Diemienka, w rejonie nowozybkowskim, w obwodzie briańskim, w Rosji. Położony jest na linii Briańsk - Homel.
Obecnie ruch pasażerski z przystanku jest zawieszony.